# Taipé Chinês nos Jogos Olímpicos
A República da China atualmente compete como Taipé Chinês nos Jogos Olímpicos. A República da China participou pela primeira vez dos Jogos Olímpicos de Verão em 1932. Após a Guerra Civil Chinesa, a República da China se moveu para a ilha de Taiwan e apenas atletas baseados naquela ilha competiram pelo time desde então.

## Linha do tempo até reconhecimento olímpico
A seguinte linha do tempo é composta pelos diferentes nomes e principais eventos envolvidos no reconhecimento do time olímpico da República da China:
- 1910: O Comitê Olímpico Nacional Chinês é criado.
- 1932: A República da China compete nos Jogos Olímpicos pela primeira vez como China
- 1951: O Comitê Olímpico Nacional Chinês é transferido de Nanquim para Taipé;[1]
- 1952: O time da República da China deixa de participar temporariamente das Olimpíadas porque sua delegação foi listada como China (Formosa).;[2]
- 1954: O COI adotou uma resolução reconhecendo oficialmente o “Comitê Olímpico Chinês” da República Popular da China (PRC). O país é convidado a participar dos Jogos de 1956. A RPC organiza uma delegação.;[1][3]
- 1956: A ROC participou dos Jogos de Melbourne como República da China. A RPC não participou dos Jogos em protesto contra a inclusão de dois Comitês Olímpicos Nacionais Chineses na lista de membros do COI;[1][3]
- 1958: A República Popular da China deixou de participar do movimento olímpico e de esportes das federações olímpicas. O Professor Tung Hou Yi, um membro do COI para o Comitê Olímpico Nacional,retirou-se.;[1]
- 1959: A República da China informou que não controlava o esporte na China Continental, e que não poderia continuar a ser reconhecida como  "Comitê Olímpico Nacional Chinês". Todas as candidaturas de um nome diferente seriam analisadas;[1]
- 1960: O Comitê Olímpico da República da China foi renomeado para "Comitê Olímpico da República da China", e então reconhecido.;[1]
- 1963: Foi concordado pelo COI que durante os Jogos Olímpicos a delegação de Taiwan seria conhecida como Taiwan,mas teria a permissão para utilizar as iniciais "ROC" em jaquetas esportivas;[1]
- 1968: O COI concordou em renomear o time de Taiwan como República da China após os Jogos de 1968 e sua participação sob aquele nome;[1]
- 1976: A República da China não foi autorizada a competir nos Jogos Olímpicos de Verão de 1976, em Montreal,pois na época o governo canadense apenas reconhecia a República Popular da China.
- 1979:Em novembro daquele ano, em Nagoya, Japão, o Comitê Olímpico Internacional, e mais tarde todas as federações esportivas internacionais, adotaram uma resolução em que o Comitê Olímpico da República da China seria renomeado como Comitê Olímpico do Taipé Chinês, e seu atletas competiriam como Taipé Chinês.[4][5] Em protesto o Comitê Olímpico Nacional boicotou os Jogos Olímpicos de Inverno de 1980 em fevereiro daquele ano e alguns meses depois também boicotou os  Jogos de Verão daquele ano em protesto por não poder usar a bandeira da República da China.[6]

O nome "Taipei Chinês" foi formalmente aceito pelo Governo da República da China em 1981.Durante esse período também foi definido que a bandeira seria o emblema do seu Comitê Olímpico Nacional com um fundo branco  e foi confirmada em janeiro do mesmo ano. O acordo foi assinado em 23 de março em Lausanne por Shen Chia-ming,o Presidente do recém nomeado Comitê Olímpico do Taipé Chinês e Juan Antonio Samaranch, o então Presidente do COI. Em 1983,o Hino da Bandeira Nacional da República da China foi escolhido como hino nacional. Desde então,a ilha tem enviado delegações para todas as edições dos Jogos desde os Jogos Olímpicos de Inverno de 1984, tal como as Paralímpiadas e outros eventos internacionais (quando necessário os anéis são trocados por um símbolo apropriado do evento).
Atletas do Taipé Chinês ganharam um total de 19 medalhas nos Jogos Olímpicos, com o taekwondo obtendo o maior sucesso. O país nunca ganhou uma medalha nos Jogos Olímpicos de Inverno.

## Medalhistas
| Medalha           | Nome | Jogos                 | Esportes       | Evento                           |
| ----------------- | --- | --------------------- | -------------- | -------------------------------- |
| Medalha de prata  | Yang Chuan-kwang | 1960 Roma             | Atletismo      | Decatlo                          |
| Medalha de bronze | Chi Cheng | 1968 Cidade do México | Atletismo      | 80 metros com barreiras feminino |
| Medalha de bronze | Tsai Wen-Yee | 1984 Los Angeles      | Halterofilismo | Até 60 kg masculino              |
| Medalha de prata  | Chang Cheng-Hsien, Chang Wen-Chung, Chang Yaw-Teing, Chen Chi-Hsin, Chen Wei-Chen, Chiang Tai-Chuan, Huang Chung-Yi, Huang Wen-Po, Jong Yeu-Jeng, Ku Kuo-Chian, Kuo Lee Chien-Fu, Liao Ming-Hsiung, Lin Chao-Huang, Lin Kun-Han, Lo Chen-Jung, Lo Kuo-Chong, Pai Kun-Hong, Tsai Ming-Hung, Wang Kuang-Shih, Wu Shih-Hsih | 1992 Barcelona        | Beisebol       | Competição masculina             |
| Medalha de prata  | Chen Jing | 1996 Atlanta          | Tênis de mesa  | Simples feminino                 |
| Medalha de prata  | Li Feng-Ying | 2000 Sydney           | Halterofilismo | Até 53 kg feminino               |
| Medalha de bronze | Chen Jing | 2000 Sydney           | Tênis de mesa  | Simples feminino                 |
| Medalha de bronze | Chi Shu-Ju | 2000 Sydney           | Taekwondo      | Até 49 kg feminino               |
| Medalha de bronze | Huang Chih-hsiung | 2000 Sydney           | Taekwondo      | Até 58 kg masculino              |
| Medalha de bronze | Kuo Yi-Hang | 2000 Sydney           | Halterofilismo | Até 75 kg feminino               |
| Medalha de ouro   | Chen Shih-Hsin | 2004 Atenas           | Taekwondo      | Até 49 kg feminino               |
| Medalha de ouro   | Chu Mu-Yen | 2004 Atenas           | Taekwondo      | Até 58 kg masculino              |
| Medalha de bronze | Chen Szu-yuan, Liu Ming-huang, Wang Cheng-pang | 2004 Atenas           | Tiro com arco  | Time masculino                   |
| Medalha de prata  | Huang Chih-hsiung | 2004 Atenas           | Taekwondo      | Até 68 kg masculino              |
| Medalha de prata  | Chen Li Ju, Wu Hui-ju, Yuan Shu-chi | 2004 Atenas           | Tiro com arco  | Time feminino                    |
| Medalha de bronze | Chen Wei Ling | 2008 Pequim           | Halterofilismo | Até 48 kg feminino               |
| Medalha de bronze | Lu Ying-Chi | 2008 Pequim           | Halterofilismo | Até 63 kg feminino               |
| Medalha de bronze | Chu Mu-Yen | 2008 Pequim           | Taekwondo      | Até 58 kg masculino              |
| Medalha de bronze | Sung Yu-Chi | 2008 Pequim           | Taekwondo      | Até 68 kg masculino              |

## Medalhas por Jogos
Como República da China (ROC)
| Jogos                 | Ouro           | Prata          | Bronze         | Total          |
| 1912 Estocolmo        | não participou | não participou | não participou | não participou |
| 1920 Antuérpia        | não participou | não participou | não participou | não participou |
| 1924 Paris            | não participou | não participou | não participou | não participou |
| 1928 Amsterdã         | não participou | não participou | não participou | não participou |
| 1932 Los Angeles      | 0              | 0              | 0              | 0              |
| 1936 Berlim           | 0              | 0              | 0              | 0              |
| 1948 Londres          | 0              | 0              | 0              | 0              |
| 1952 Helsinque        | não participou | não participou | não participou | não participou |
| 1956 Melbourne        | 0              | 0              | 0              | 0              |
| 1960 Roma             | 0              | 1              | 0              | 1              |
| 1964 Tóquio           | 0              | 0              | 0              | 0              |
| 1968 Cidade do México | 0              | 0              | 1              | 1              |
| 1972 Munique          | 0              | 0              | 0              | 0              |
| 1976 Montreal         | não participou | não participou | não participou | não participou |
| Total                 | 0              | 1              | 1              | 2              |

Como Taipé Chinês (TPE)
| Jogos            | Ouro           | Prata          | Bronze         | Total          |
| 1980 Moscou      | não participou | não participou | não participou | não participou |
| 1984 Los Angeles | 0              | 0              | 1              | 1              |
| 1988 Seul        | 0              | 0              | 0              | 0              |
| 1992 Barcelona   | 0              | 1              | 0              | 1              |
| 1996 Atlanta     | 0              | 1              | 0              | 1              |
| 2000 Sydney      | 0              | 1              | 4              | 5              |
| 2004 Atenas      | 2              | 2              | 1              | 5              |
| 2008 Pequim      | 0              | 0              | 4              | 4              |
| Total            | 2              | 5              | 10             | 17             |

### Medalhas por esporte
| Esporte        | Ouro | Prata | Bronze | Total |
| Taekwondo      | 2    | 1     | 4      | 7     |
| Halterofilismo | 0    | 1     | 4      | 5     |
| Tiro com arco  | 0    | 1     | 1      | 2     |
| Atletismo      | 0    | 1     | 1      | 2     |
| Tênis de mesa  | 0    | 1     | 1      | 2     |
| Beisebol       | 0    | 1     | 0      | 1     |
| Total          | 2    | 6     | 11     | 19    |